# Белчо Белчев
Вижте пояснителната страница за други личности с името Белчев.
Белчо Антонов Белчев е български финансист и политик от Българската комунистическа партия (БКП) и наследилата я Българска социалистическа партия. Той е дългогодишен министър на финансите (1976 – 1987, 1989 – 1990) в правителствата на Станко Тодоров, Гриша Филипов, Георги Атанасов и на Андрей Луканов.

## Биография
Белчо Белчев е роден на 5 ноември 1932 година в село Кръстеняците край Трявна. През 1957 година завършва Висшия икономически институт „Карл Маркс“, специалност „Финанси и кредит“, след което работи като финансов инспектор. През 1964 година става член на БКП и е назначен за научен сътрудник в Научноизследователския институт по финанси и кредит към финансовото министерство. Преподава във Висшия икономически институт „Карл Маркс“ от 1965 до 1972 година.
През 1967 година става заместник-началник на управление „Бюджет“ в Министерствота на финансите. През 1971 година е назначен за заместник-министър, по-късно през същата година за кратко е заместник-председател на Държавния комитет за планиране, а след това – първи заместник-министър на финансите. Остава на този пост до 1976 година, след което е министър на финансите във второто правителство на Станко Тодоров, в правителството на Гриша Филипов и Георги Атанасов и в правителството на Георги Атанасов.
През 1987 година Министерството на финансите е закрито и Белчо Белчев за кратко е посланик в Югославия (1988 – 1989). От българска страна е председател на Комисия за икономическо и научно-техническо сътрудничество със СФР Югославия – 14 години, с Алжир – 7 години, с Египет – 4 години, със Зимбабве – 3 години. Избиран е за зам.-председател на Световния митнически съюз в Брюксел.
След Ноемврийския пленум от 1989 година финансовото министерство е възстановено и Белчев отново е министър на финансите и е избран за член на Политбюро на ЦК на БКП. Запазва поста си в правителството и след смяната на Георги Атанасов – в първото и второто правителство на Андрей Луканов. През този период страната изпада в тежка бюджетна криза и е принудена да преустанови обслужването на държавния външен дълг. Белчев ръководи и преговорите за членство на България в Международния валутен фонд, като през 1990 година във Вашингтон подписва нейното приемане. Ръководи делегацията и подписва от името на Република България създаването на Европейската банка за възстановяване и развитие в Париж през 1990 година.
Белчо Белчев е народен представител в VII, VIII, IX народно събрание, мажоритарно избран народен представител от Българската социалистическа партия в VII велико народно събрание. Активно участва в разработването и приемането на Конституцията от 1991 година. Той е почетен гражднин на Трявна (2002) и Преслав. Носител е на ордени „Георги Димитров“ – златен, „Стара планина“ – първа степен на Република България и орден „Югославската застава“ с лента на СФР Югославия.
През 1956 г. сключва брак с Мария Христова Белчева, с която през 2006 г. празнуват „златна сватба“. Има син и дъщеря, 4 внука и 2 правнука.
Белчо Белчев умира на 29 март 2008 година в София. Погребан е в Централните софийски гробища.